# Men's Pro Challenger at Tunica National 2005
Il Men's Pro Challenger at Tunica National 2005 è stato un torneo di tennis facente parte della categoria ATP Challenger Series nell'ambito dell'ATP Challenger Series 2005. Il torneo si è giocato a Tunica negli Stati Uniti dal 2 al 7 maggio 2005 su campi in terra verde.

## Vincitori

### Singolare
James Blake ha battuto in finale  Brian Baker con il punteggio di 6–2, 6–3

### Doppio
Michael Russell /  Dušan Vemić hanno battuto in finale  Juan Pablo Brzezicki /  Juan Pablo Guzmán con il punteggio di 7–6(4), 6–3